# Lemn

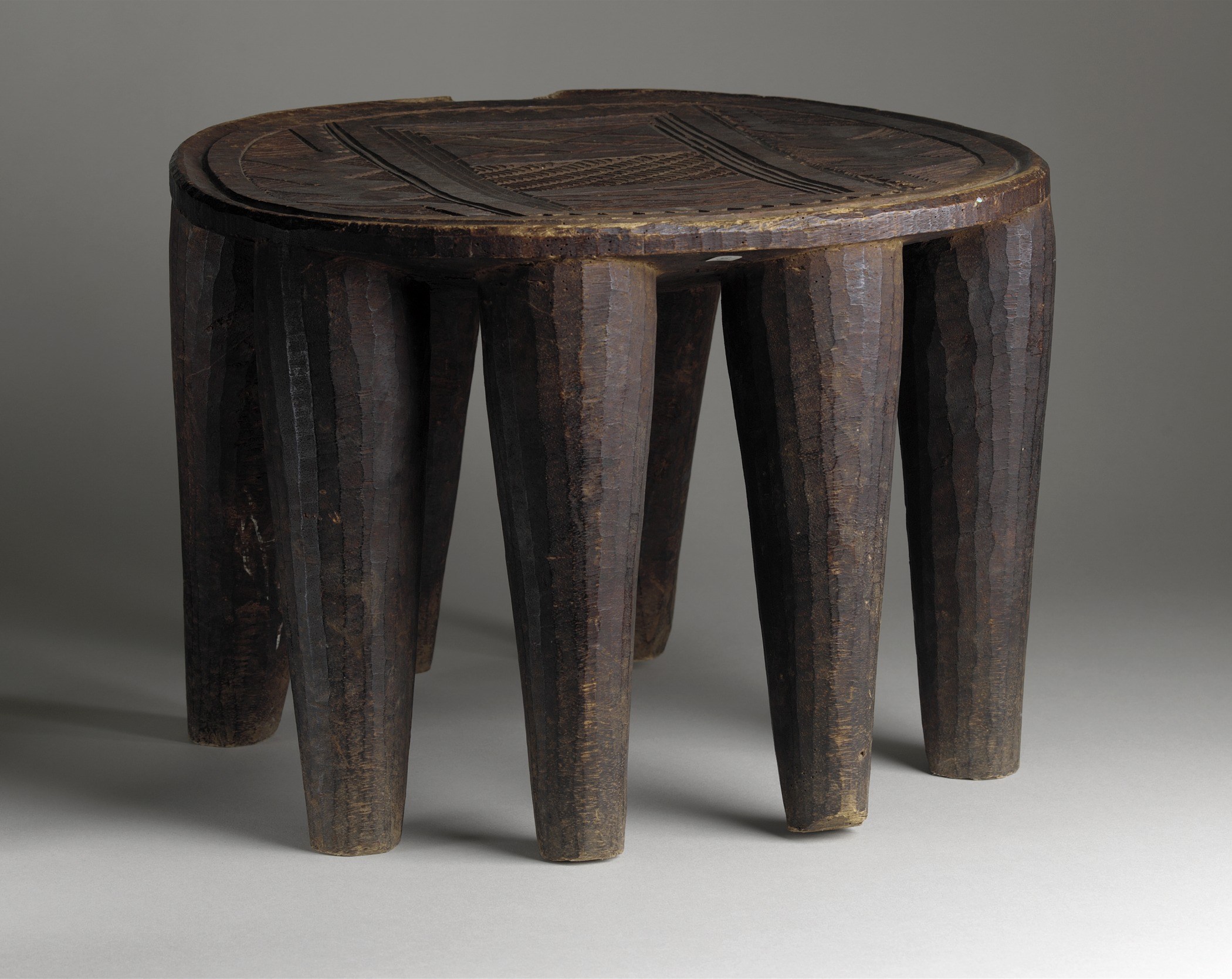
Piesă de mobilier originară din nordul Nigeriei ce este expusă în Los Angeles County Museum of Art din Statele Unite ale Americii

Lemnul este un material natural care provine din plantele lemnoase, arbori, arbuști etc., fiind compus în majoritate din celuloză și lignină și în mică parte din gume, rășini, materii tanante și materii colorante.
Lemnul, o materie de origine organică, este produs de plantele lemnoase care fac parte din grupa vegetalelor superioare cormofite - plante vasculare care sunt formate din țesutul lemnos (xilem) și țesutul liberian (floem).

## Botanica

### Structura lemnului

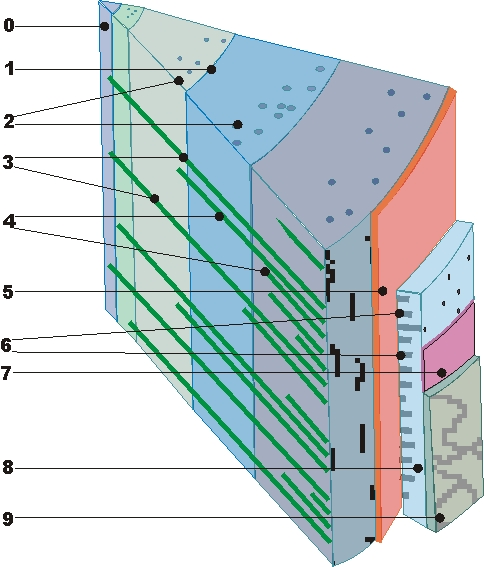
0 Măduvă; 1 Inele anuale; 2 Canal de rășină; 3 Raze primare; 4 Raze secundare; 5 Cambiu; 6 Razele bastului; 7 Felogen; 8 Bast; 9 Scoarță

Microscopic lemnul este diferit privit, în funcție de planul în care este secționat. Lemnul este alcătuit din mai multe tipuri de țesuturi vegetale: țesutul vascular, fibre, parenchimul de rezervă.
- Fibre: fascicule de celule rezistente, dispuse într-un sens axial, care asigură rigiditatea si rezistența mecanică a lemnului. Sunt constituite dintr-un amestec de celuloză, hemiceluloză și lignină.
- Țesutul vascular: este compus din vase, celule tubulare prin care se conduce seva brută de la rădăcini la frunze. La conifere aceste vase sunt numite traheide. Vasele conductoare sunt adesea asociate cu celulele parenchimatice (numite și parenchim), care contribuie la transportul de nutrienți în arbore.
- Celulele de rezervă parenchimatice, cu pereti îngroșați și lignificati, care însoțesc țesutul vascular. Aceste celule participă la funcția de sustinere. Orientarea lor este transversală și radială pornind de la axa longitudinală a arborelui.

Lemnul are o structură anatomică specifică fiecărei specii de arbore, astfel încât acestea pot fi recunoscute în funcție de diferențele structurale. Descrierea științifică a structurilor lemnului și de determinarea speciilor de arbori ține de anatomia lemnului.

### Compoziția chimică
Lemnul constă în principal din substanțe organice, precum și din substante anorganice (1 până la 1,5 %). De asemenea, poate avea umiditate variabilă. Are în compoziție:
- Celuloză (40–50 %)
- Lignină (20–30 %)
- Hemiceluloză (15–25 %)
- Alte substanțe organice: polizaharide, pentozani, hexozani, rășini, taninuri, coloranți, ceară, alcaloizi
- Apă

Există trei tipuri de apă în lemn: 
1. Apa liberă este apa prezentă în lemnul verde.
2. Apa legată este apa care intră în compoziția fibrelor. Ea este cea care cauzează contracții în timpul uscării.
3. Apa de compoziție este apa care intră în compoziția moleculelor. Eliminarea acesteia duce la distrugerea lemnului (de exemplu, în incendii).

### Proprietăți fizice
- Reziliență;
- Rezistență la tracțiune și compresiune;
- Durabilitatea;
- Proprietăți izolatoare.

#### Anizotropie
Aproape toate proprietățile structurale ale lemnului sunt diferite în cele trei direcții principale (axială, radială, tangențială). Aceasta cauzează contracții inegale a lemnului în timpul uscării. La unele specii de lemn, contracția axială maximă este de 0,3 %, radială de 5 % și tangențială de 10 %.

#### Proprietăți higroscopice
Proprietățile higroscopice ale lemnului cauzează o stabilitate dimensională relativ scăzuta în diferite umidități ambientale. Lemnul uscat este mai higroscopic decat cel umed, iar calitatea lemnului depinde de umiditatea climei. Variația concentrației de apă sub punctul de saturare determină schimbări ale structurii lemnului. Unele tipuri de lemn, precum cel de tec, au o contracție scăzută de umiditate din cauza substanțelor hidrofobe prezente. Pentru a micșora caracterul higroscopic al lemnului, acesta este acoperit cu un strat subtire de vopsea.

#### Proprietăți acustice
Viteza sunetului în lemn, de-a lungul fibrelor lemnoase, are o valoare de 4000 până la 6000 m/s, pe când în cereale este de doar 400 – 2000 m/s. Parametrii care influențează viteza sunetului sunt densitatea, elasticitatea, lungimea fibrelor, unghiul, conținutul de umiditate, fisurile. Datorită proprietăților sale acustice excelente, lemnul este utilizat la fabricarea instrumentelor muzicale. Dar lemnul poate fi utilizat și ca material de izolare fonică. Placa cu o densitate de suprafață de 15 – 20 kg/m2 realizează o izolare fonică de 24 - 26 dB.

#### Proprietăți termice
Datorită porozității sale, lemnul este un conductor slab de căldură, prin urmare este foarte potrivit ca izolare termică. Molidul are o conductivitate termică de 0.22 W / mK (pentru comparație betonul are 0,69 W / mK), iar plăcile izolatoare - 0.14 W / mK sau mai mică. Plăcile aglomerate poroase ajung la 0.05 W / mK. Conductibilitate termică crește cu conținutul de umiditate și densitatea materialului.
Capacitatea termică masică la lemn este de aproximativ patru ori mai mare decât la fier. Dilatarea poate fi neglijată în practică la lemn, deoarece aceasta va fi compensată de contracția la uscare.
Descompunerea termică lemnului începe la temperaturi de peste 105 °C; la 200 °C este foarte mult accelerată și atinge cota maximă la 275 °C. O degradare termică a lemnului poate să apară în timpul expunerii prelungite la temperaturi mai mici de 100 °C. Punctul de aprindere al lemnului este între 200 și 275 °C. În absența oxigenului se poate produce piroliza.

### Formarea lemnului
Lemnul se formează din cambiu, situat între lemn și scoarța copacului (creștere secundară). Culoarea acestuia este dată de pigmenții prezenți în celulele lemnoase, de la alb (paltin, carpen), alb-gălbui (mesteacăn, tei, brad), roșcat (cireș, păr) până la negru (abanos), și chiar în cadrul aceleiași specii, în funcție de vârsta arborelui, condițiile de creștere, sănătate.

## Utilizări
Lemnul este utilizat în scopuri multiple și în mai multe forme: 
- Cea mai importantă utilizare la nivel mondial este cea de combustibil: lemnul oferă circa 3,5 kWh/kg (1 metru cub de lemn este echivalentul caloric a 0,147 tone  petrol = 1480 kWh).

Arderea are loc în trei etape: în prima, lemnul este uscat la temperaturi de până la 150 °C, evaporând apa conținută. Apoi, între 150 °C și 600 °C are loc piroliza. Componentele gazoase din lemn sunt apoi eliberate și este format cărbune. În sfârșit, de la 400 la 1300 °C, are loc oxidarea (arderea).
- Lemnul mai este utilizat ca material de construcție: case de lemn, poduri, traverse de cale ferată, mobilă, parchet, diferite elemente de design interior.
- Lemnul este utilizat și în industrie; din acesta se folosește în special celuloza și lignina: din lemn se face hârtie (celuloză), plăci aglomerate din lemn (PAL), plăci din fibre de lemn (PFL) și alte sortimente de panouri prefabricate, lacuri și vopsele, lipici (lignină), diferite materiale sintetice, rășini etc.
- Lemnul mai este folosit în artă, alimentație etc.

## Produse din lemn

Arta lemnului

PAL (plăci aglomerate din lemn) repezintă panouri obținute din coajă și resturi de lemn, provenite de la procesatorii de lemn, care sunt utilizate în industria mobilei, dar în procent extrem de mic se pot găsi și în formă brută în magazinele de bricolaj
MDF (medium-density fibreboard) este tot un material folosit în industria mobilei, însă de o calitate mai ridicată față de PAL.
MDF-ul se obține din bușteni, dar și din resturi decojite.
OSB (Oriented strand board) - plăci din fibre orientate reprezintă plăcile folosite în special în industria construcțiilor pentru pereți, podele, acoperișuri, dar pot fi folosite și pentru cutii de transport sau paleți